# Korati Mallandahalli, Kolar
Korati Mallandahalli là một làng thuộc tehsil Kolar, huyện Kolar, bang Karnataka, Ấn Độ.